# Vlag van Krapina-Zagorje

Vlag van Krapina-Zagorje (ratio 1:2)

De vlag van Krapina-Zagorje werd door het provinciebestuur van Krapina-Zagorje op 17 december 1999 in gebruik genomen. Het ontwerp is de winnende inzending van een ontwerpwedstrijd.
De vlag heeft een rode doek met twee smalle gele banen boven en onder (1:8:1) en het wapen in het midden, omlijnd met gele rand. Het rood van het wapen is iets lichter dan het rood van de vlag.
Het wapen bestaat uit een schild zonder versierselen, met op het schild drie zespuntige sterren boven een kasteelmuur, in geel en rood. Het wapen toont de gefortificeerde stad Krapina – de stadsmuur, een poort en vijf torens - en komt al voor op een zegel uit de 12de eeuw.